# Ulviyya Aliová
Ulviyya Aliová (Ülviyyə Əli, plným jménem Ülviyyə Əli qızı Quliyeva; * 13. října 1993 Göjčaj) je ázerbájdžánská novinářka, aktivistka za lidská práva a politická vězeňkyně. V letech 2019 až 2025 pracovala jako novinářka pro Hlas Ameriky.
Od roku 2012 Ulviyya Aliová na svém účtu na sociální síti X (dříve Twitter) informuje o porušováních lidských práv v Ázerbájdžánu, čímž přitahuje pozornost mezinárodních médií. Její texty, videa a fotografie byly citovány a použity v reportážích týkajících se Ázerbájdžánu v globálních zpravodajských médiích.
V únoru 2025, poté, co byla v Ázerbájdžánu odebrána akreditace korespondentům Hlasu Ameriky, Aliová prohlásila, že bude ve své novinářské práci pokračovat samostatně. Neměla přístup do žádného místního média, ale začala sdílet své reportáže na Facebooku a zůstala aktivní novinářkou.
O tři měsíce později, v noci ze 6. na 7. května 2025, byla Aliová zadržena v souvislosti s případem Meydan TV a 7. května byla na základě rozhodnutí okresního soudu v Khatai umístěna do vyšetřovací vazby. Spolu s dalšími osobami zatčenými ve stejném případě byla obviněna podle článku 206.3.2 trestního zákoníku Ázerbájdžánu (pašování po předchozí dohodě skupinou osob). Aliová obvinění odmítá s tím, že není spojena s Meydan TV a že to jasně dala najevo čtyři měsíce před svým zatčením. Své věznění považuje za spojené výhradně s jejími novinářskými aktivitami.
Několik místních i mezinárodních organizací pro lidská práva odsoudilo její zatčení jako politicky motivované a vyzvalo ázerbájdžánské úřady k jejímu okamžitému propuštění.